# Charálambos Athanasíou
Pour les articles homonymes, voir Athanasiou.
Charálambos Athanasíou (en grec Χαράλαμπος Αθανασίου) est un homme politique grec.

## Biographie
Aux élections législatives grecques de janvier 2015, il est élu député au Parlement grec sur la liste de la Nouvelle Démocratie dans la circonscription de Lesbos.